# Isachne scabrosa
Isachne scabrosa är en gräsart som beskrevs av Joseph Dalton Hooker. Isachne scabrosa ingår i släktet Isachne och familjen gräs. Inga underarter finns listade i Catalogue of Life.